# Sân bay Orodara
Sân bay Orodara (ICAO: DFOR) là một sân bay ở Orodara, Burkina Faso.